# Светлана-Оптоэлектроника
ЗАО «Светлана-Оптоэлектроника» — бывший российский производитель светодиодов, осветительных устройств на их основе, приборов пожарной сигнализации. Функционировал в 2000—2017 годах, в дальнейшем закрыт после признания банкротом.

## История компании
«Светлана-Оптоэлектроника» стала преемником объединения «Светлана».
- 1993 год — группой инженеров было создано предприятие ЗАО «ИФ ИРСЭТ-Центр», нацеленное на разработку изделий оптоэлектроники.
- 1996 год — ЗАО «ИФ ИРСЭТ-Центр» совместно с ОАО «Светлана» создали ОАО «Светлана-ИРСЭТ» для организации серийного производства изделий оптоэлектроники, в частности, светодиодов и приборов на их основе. «ИФ ИРСЭТ-Центр» производил около 20 наименований компонентов пожарной автоматики. Действовал до апреля 2020, в дальнейшем ликвидирован.
- В 2000 году ОАО «Светлана-ИРСЭТ» реорганизовано в ЗАО «Светлана-Оптоэлектроника»
- 2002 год — начало исследований по созданию белых светодиодов. В 2003 году был создан кластер предприятий «Оптоэлектроника».
- 2004 год — запуск экспериментального производства светотехнических изделий на основе светодиодов собственного производства. В 2005 году было запущено экспериментальное производство белых светодиодов. В 2006 году началось серийное производство светотехнических изделий.
- 2008 год — выпуск первой партии светодиодных светильников для уличного освещения.
- 2010 год — вывод на рынок торговых марок SvetLED и SvetaLED.
- 2011 год — разработка светодиодной лампы[2]
- 2012 год — выпущен 10-миллионный сверхъяркий одноваттный светодиод по полному циклу[3]
- 2013 год — запуск производственной линии светодиодных ламп 11—14 Вт (аналог 100 Вт), мощность которой составляет до 1 млн единиц продукции в год[4]
- 2017 год — компания признана банкротом, обещанное количество продукции не было произведено, так как проблемы в компании начались в 2014 году[5].

## Патенты
В ЗАО «Светлана-Оптоэлектроника» велись научно-технические разработки. Компания имела более 40 патентов на изобретения:
- Полупроводниковый источник белого света, патент № 2219622 от 25.10.2002;
- Светоизлучающий диод, патент на изобретение № 2231171 от 20.06.2004;
- Светодиод с оптическим элементом, патент на изобретение № 2265916 от 10.12.2005;
- Полупроводниковая светоизлучающая гетероструктура, патент на изобретение № 2306634 от 20.09.2007;
- Лампа со светодиодным модулем, патент на полезную модель № 108123, от 10.09.2011.

## Награды
21 ноября 2011 года компания ЗАО «Светлана-Оптоэлектроника» была награждена дипломом премии Правительства Санкт-Петербурга по качеству.